# Paroxacis debilis
Paroxacis debilis es una especie de coleóptero de la familia Oedemeridae.

## Distribución geográfica
Habita en Estados Unidos.